# Loys Masson
Loys Masson (* 31. Dezember 1915 in Rose Hill, Mauritius; † 24. Oktober 1969 in Paris) war ein französischer Schriftsteller.

## Leben
Masson veröffentlichte seine ersten Werke auf Mauritius. Er kam 1939 bei Beginn des Zweiten Weltkriegs nach Frankreich. Er war zeitweise Mitglied der Kommunistischen Partei, wurde Sekretär des Nationalkomitees der Résistance und Chefredakteur bei deren Untergrundzeitschrift Les Lettres françaises.
Er verfasste Romane und Novellen, Gedichte, Theaterstücke und Essays. Hintergrund mehrerer Romane und Novellen sind seine Heimat Mauritius, die Insel Réunion und der Pazifische Ozean.

## Werke
- L’étoile et la clef, 1945
- Le requis civil, 1945
- Saint Alias, 1947
- Tous les corsaires sont morts, 1947
- Les Mutins, 1951
- Tout ce que vous demanderez, 1952
- Les Tortues, 1956
- La douve, 1957
- Les sexes foudroyés, 1958
- Le Notaire des noirs, 1961
- Les Noces de la vanille, 1962
- Le Lagon de la miséricorde, 1964
- Le feu d’Espagne, 1965
- Les Anges noirs du trône, 1967
- Des bouteilles dans les yeux, 1970

| Personendaten    | Personendaten                |
| ---------------- | ---------------------------- |
| NAME             | Masson, Loys                 |
| KURZBESCHREIBUNG | französischer Schriftsteller |
| GEBURTSDATUM     | 31. Dezember 1915            |
| GEBURTSORT       | Rose Hill, Mauritius         |
| STERBEDATUM      | 24. Oktober 1969             |
| STERBEORT        | Paris                        |